# Kanun (Zither)

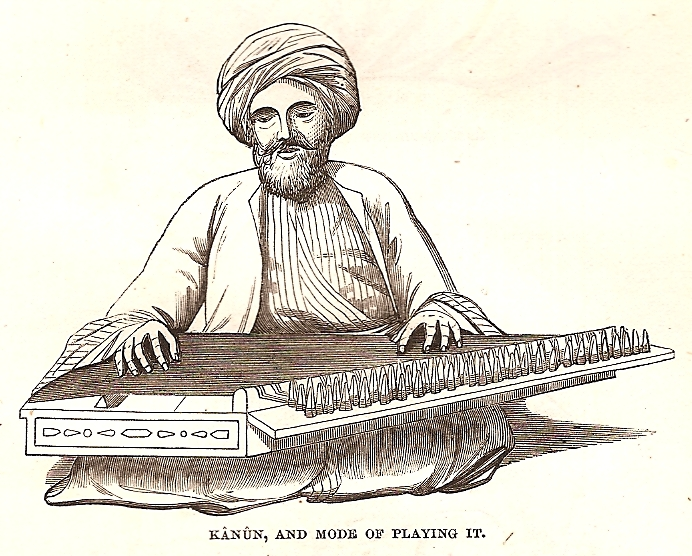
Zeichnung eines arabischen Kanunspielers in Jerusalem, 1859

Kanun (türkisch; arabisch قانون, DMG qānūn, Plural qawānīn) ist eine orientalische griffbrettlose Kastenzither, die in der arabischen und türkischen Kunstmusik gespielt wird. Der Name des Instruments ist vom altgriechischen κανών (kanón, „Vorschrift“, „Regel“, „Monochord“) abgeleitet.

## Bauform

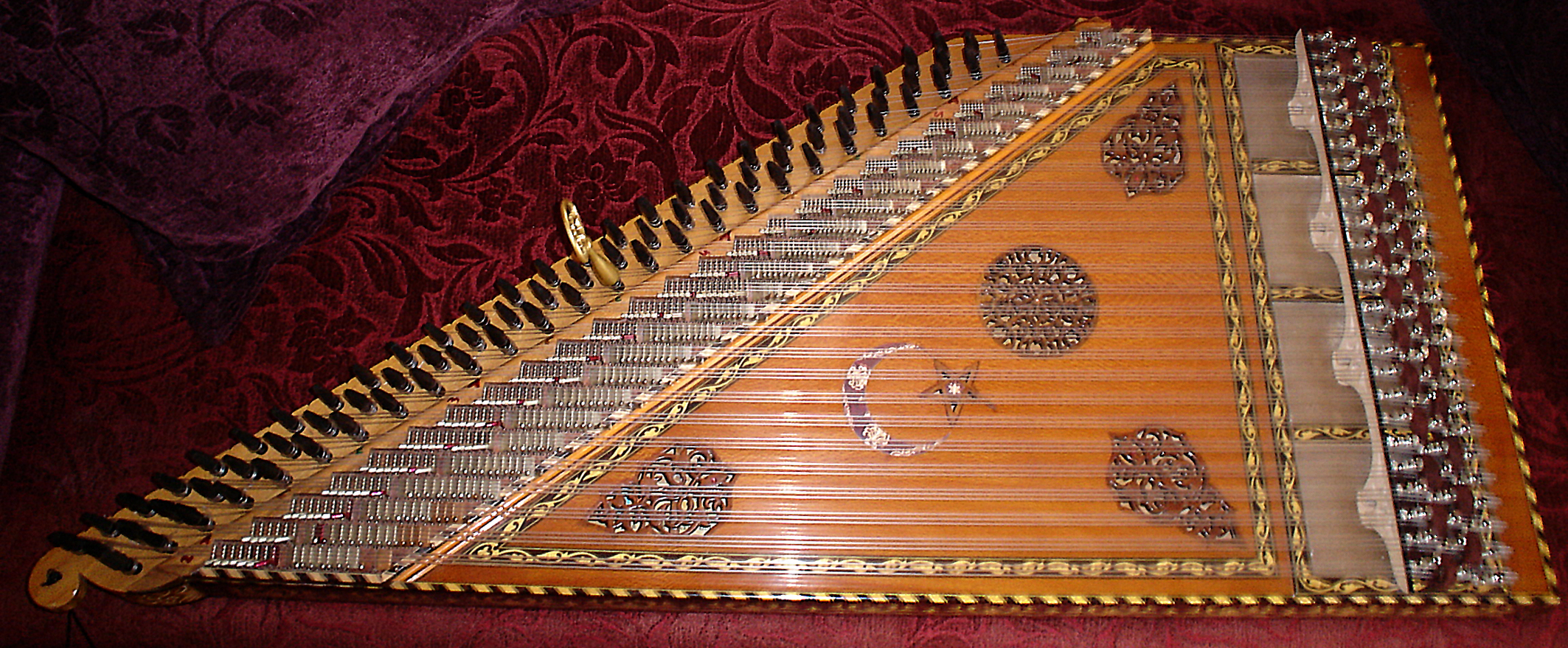
Kanun

Das halbtrapezförmige Instrument ist aus Holz und mit 63 bis 84 Saiten bespannt, wobei je drei Saiten einem Ton zugeordnet sind. Im Gegensatz zur verwandten alpenländischen Zither ist dieses Instrument mit Darm- oder Nylonsaiten, neuerdings auch Saiten aus Fluorcarbon, bespannt, die je nach geographischer Region variieren können. Der Steg steht nicht auf einer Holzdecke, sondern auf Pergament (als Trommelfell), ähnlich wie beim Banjo. Dadurch ergibt sich ein charakteristischer Klang.
Das Instrument wird liegend mit der Längsseite gegen den Körper gespielt; früher auf dem Boden sitzend und mit den Knien gehalten. Heute sitzt der Musiker auf einem Stuhl, und das kanun liegt auf seinem Schoß oder vor ihm auf dem Tisch. Das kanun wird mit Plektren aus Horn oder Metall gezupft, die wie Fingerhüte auf die Zeigefinger gesteckt werden.

## Herkunft
Das Wort al-qānūn für eine Kastenzither ist seit dem 10. Jahrhundert in arabischsprachigen Quellen bekannt. Erste Abbildungen eines kanun finden sich in Hassan Bar Bahluls († 963) Lexikon. Im 13. Jahrhundert soll es das Hauptinstrument der Mauren in Andalusien gewesen sein, die das Instrument als Vorläufer des europäischen Psalteriums nach Europa brachten, wo es auf den Wandmalereien des Camposanto Monumentale in Pisa dargestellt ist. Eine größere rechteckige Zither mit 108 Saiten, die im 13. Jahrhundert eingeführt wurde, hieß nuzha.
Eine mit dem kanun verwandte Kastenzither ist die in Iran, Irak und Nordwestindien gespielte santur, deren leere Saiten nicht gezupft, sondern wie beim Hackbrett mit Schlägeln („Hämmerchen“) angeschlagen werden. Die in Nordindien nur zur Gesangsbegleitung verwendete swarmandal entsprach in der Mogulzeit vermutlich dem kanun.

## Stimmung
Bis zur Erfindung der mandal zu Beginn des 20. Jahrhunderts war das Instrument nicht zum Modulieren geeignet. Mit diesen kleinen, seitlich an den Saitenzügen angebrachten Hebeln kann die Intonation während des Spiels der jeweils gewünschten Feinstimmung angepasst werden. Das moderne arabische qānūn verfügt üblicherweise über eine 24-, das türkische kanun über eine 72-tönige Grundstimmung innerhalb der sieben Saitenzüge pro Oktave. Manche arabische Modelle besitzen einen zusätzlichen Hebel für die um ein Komma höher gestimmte Sekunde des Maqams Hiĝāz. Die gleichschwebende Temperatur, auf die sich all diese Modelle beziehen, hat jedoch wenig mit der theoretischen Tradition des Vorderen Orients gemein und entspricht ihrem Intervallvorrat oft nur andeutungsweise. Die Verwendung der Temperatur in der Türkei und der arabischen Welt ist höchstwahrscheinlich auf europäisierende Tendenzen zurückzuführen.
Der international bekannte Virtuose Julien Jalâl Ed-Dine Weiss (1953–2015), ein prominenter Kritiker des temperierten kanun, konzipierte seit den 1990er Jahren neun Prototypen nach einem eigenen Stimmungssystem, in dem zum ersten Mal alle Intervalle auf reinen pythagoräischen und harmonischen Teilungsverhältnissen beruhen. Ihre Saitenzüge sind nach einer exakten pythagoräisch-heptatonischen Skala gestimmt, die sich in ihren Tonstufen aus pythagoräischen Limmas (256/243) und reinen Ganztönen (9/8) ableitet und nirgendwo den abstrakten temperierten Halbton (100 cents) enthält. Auf jedem Zug werden fünfzehn verschiedene mandal-Positionen (0–14) durch zweimal die pythagoräische Apotome 2187/2048 (113.69 cents) eingeschlossen. Die beiden jüngsten Prototypen erweitern außerdem den Tonumfang um eine zusätzliche Oktave nach unten, auf insgesamt 33 Saitenzüge oder vier Oktaven und eine Quinte. Durch die Kombination theoretischer und akustischer Beweggründe mit seiner praktischen Erfahrung wurde es Weiss dadurch ermöglicht, mit Musikern in unterschiedlichen lokalen Traditionen zusammenzuspielen.

## Kanun-Spieler
Rahim Qanuni (1871–1944) führte um 1900 das seit dem Ende des 16. Jahrhunderts verschwundene kanun wieder in Iran ein. Sein Sohn Jalal Qanuni (1900–1987) übernahm dessen Position des führenden iranischen kanun-Spieles. Zu den bekanntesten kanun-Spielern der Türkei gehören Ruhi Ayangil (* 1953), Tahir Aydoğdu (* 1959) und Göksel Baktagir (* 1966).